# Uma Paixão no Deserto
Une passion dans le désert é um conto de Honoré de Balzac publicado em 1837 nas edições Delloye et Lecou no tomo XVI dos Estudos filosóficos de "A Comédia Humana". Balzac já havia publicado uma versão em 1830 na "Revue de Paris". É considerada uma das suas melhores narrativas breves.
A batalha das Pirâmides serve de ponto de partida, cuja sequência se desenrola durante a expedição do Alto Egito. "Episódio de uma epopeia que se poderá intitular 'Os franceses no Egito' (...) Durante a expedição organizada pelo General Desaix no Alto Egito, um soldado provençal cai em mãos de magrebinos e é levado por esses árabes para os desertos além das cataratas do Nilo. Nesse momento, Bonaparte percorria o Egito."

## Resumo
O soldado perdido no deserto acha refúgio em uma gruta e consegue domesticar uma pantera pela qual sente alguma forma de amor. Como única companhia no deserto, o homem projeta emoções humanas na fera, com quem vive em miraculosa harmonia. Um dia, contudo, um gesto brusco lhe dá a impressão de que o animal vai devorá-lo e ele o apunhala. Ele se apercebe tardiamente de que o gesto era um sinal de afeição da parte do animal. O narrador é um homem que, um dia, encontrou o soldado num espetáculo de um domador de feras. A historia desse encontro serve de narrativa moldura. Ele conta o relato do soldado à sua companheira.